# Quelle Histoire
 (décembre 2019).
Quelle Histoire est une maison d’édition française publiant des livres et des applications visant l'enseignement de l'histoire aux enfants. Elle fut créée en avril 2011. Elle diversifie ensuite ses supports et adapte ses contenus numériques au support papier à partir de 2012. En novembre 2014, elle noue un partenariat avec le réseau Canopé « afin d'accompagner le développement du numérique au sein de l'école ».
Depuis sa création la maison d'édition a développé un traitement graphique coloré et adapté à l'enfance. Les textes des ouvrages édités par Quelle Histoire sont rédigés ou relus par Patricia Crété, ex-rédactrice en chef de la revue Historia. Pour ses applications, la maison d'édition travaille avec des chercheurs de MoDyCo, un laboratoire du CNRS spécialisé dans les sciences du langage adaptées aux jeunes publics, et en particulier Anne Pégaz.
Depuis le lancement des premiers ouvrages en avril 2011, 26 livres et 20 applications ont été publiés dans la collection destinée aux enfants,. 
Depuis 2013, les applications éditées par Quelle Histoire sont traduites en 11 langues et distribuées dans une cinquantaine de pays. Les livres sont distribués en anglais et français sur le territoire français.
En mai 2015, Emmanuel Mounier, président de Quelle Histoire, fait l'acquisition du groupe Fleurus Presse à titre personnel.
En 2016, au même titre que Fleurus Presse, la maison d'édition devient filiale de Unique Heritage Media dont Emmanuel Mounier est le principal actionnaire.

## Auteurs et illustrateurs

### Auteurs
- Patricia Crété
- Albin Quéru
- Vincent Mottez
- Romain Jubert

### Illustrateurs
- Bruno Wennagel
- Mathieu Ferret
- Guillaume Biasse
- Jocelyn Gravot

### Voix françaises
- Francis Huster
- Pierre Baron
- Sarah Nervest